# Altice Europe
Altice Europe N.V. (Altice) er en nederlandsk multinational telekommunikationsvirksomhed med væsentlige aktiver i Frankrig. I 2016 havde de over 50 mio. internet-, TV- og telefonikunder. Altice USA var indtil 2019 en del Altice.